# Ward (suddivisione elettorale)
I ward sono distretti elettorali all'interno di un comune, utilizzati nella politica locale in  Australia, Canada, Principato di Monaco, Nuova Zelanda, Sudafrica, India, Regno Unito e negli Stati Uniti d'America.
In Irlanda, i ward (urbani) e le divisioni dei distretti elettorali (rurali) sono stati rinominati "divisioni elettorali" nel 1994.